# Colynthaea coriacea
Colynthaea coriacea là một loài bọ cánh cứng trong họ Cerambycidae.